# Альберто Салас Барахона
Альберто Ефраін Вільфредо Салас Барахона (Alberto Salas Barahona) — перуанський дипломат. Надзвичайний і Повноважний Посол Перу в Україні (з 2016).

## Життєпис
Народився 18 червня 1952 року в Лімі. Він є бакалавр права Папського Католицького університету Перу. Досліджував французьку мову та цивілізацію в університеті Пуатьє, Франція, і зі спеціалізацією в Національній школі адміністрації Франції (ENA). Він також має ступінь доктора філософії зі спеціальності міжнародного публічного права в Університеті економіки та права Парижа. Диплом Інституту міжнародних досліджень у Парижі.
Директор кабінету міністра закордонних справ, генеральний директор департаменту Європи, генеральний директор договірних відносин і генеральний директор юридичної та гуманітарної допомоги Секретаріату перуанських громад за кордоном.
Він також служив консультантом з міжнародних справ у кабінеті Міністра праці та сприяння зайнятості справ Перу. Посол Альберто Салас служив у посольствах Перу у Франції, Австрії та Чехії, а також представником Перу при Організації Об'єднаних Націй, що базуються у Відні. Він служив заступником представника Перу при Міжнародному агентстві з атомної енергії (МАГАТЕ) і заступником представника Перу при Організації ООН з промислового розвитку (ЮНІДО).
Він був тимчасовим повіреним у справах Перу в Австрії і тимчасовим повіреним у справах Перу в Туреччині, послом Перу в Чехії. Він також займав посади в міжнародних організаціях, в тому числі як співробітник із міжнародних зв'язків у Міжнародному агентстві з атомної енергії (МАГАТЕ) і комісар із зовнішніх зв'язків і протоколу Секції із зовнішніх зв'язків і політики координаційного бюро Генерального директора Міжнародного агентства з атомної енергії (МАГАТЕ), Відень
З 2014 рр. — Надзвичайний і Повноважний Посол Республіки Перу в Польщі.
З грудня 2016 року — Надзвичайний і Повноважний Посол Греції в Україні за сумісництвом.
20 грудня 2016 року — вручив вірчі грамоти Президенту України Петру Порошенку